# Liste des cavités naturelles les plus profondes de l'Ain
La liste des cavités naturelles les plus profondes de l'Ain recense, sous forme de tableau(x), les cavités souterraines naturelles connues dans ce département français, dont le dénivelé est supérieur ou égal à cent mètres.
La communauté spéléologique considère qu'une cavité souterraine naturelle n'existe vraiment qu'à partir du moment où elle est « inventée » c'est-à-dire découverte (ou redécouverte), inventoriée, topographiée et publiée. Bien sûr, la réalité physique d'une cavité naturelle est la plupart du temps bien antérieure à sa découverte par l'homme ; cependant tant qu'elle n'est pas explorée, mesurée et révélée, la cavité naturelle n'appartient pas au domaine de la connaissance partagée.
La liste spéléométrique des 32 plus profondes cavités naturelles de l'Ain (≥ cent mètres) est actualisée à mi juin 2023.
La plus profonde cavité souterraine naturelle répertoriée dans le département de l'Ain est  « le gouffre de la Rasse », sur la commune de Farges (cf. ligne 1 du tableau ci-dessous).
| \| Histogramme de la répartition des plus profondes cavités naturelles de l'Ain par classe de dénivelé -- Les 32 cavités citées juin 2023 sont réparties en 4 classes de dénivelé -- \| \| \| \| \| \| \| \| \| \| \| \| \| \| \| classe I >= 500 m 1 cavité[s] \| classe II >= 200 m et < 500 m 6 cavités \| classe III >= 150 m et < 200 m 7 cavités \| classe IV >= 100 m et < 150 m 18 cavités \| \| |                               |                                         |                                          |                                          |  |
| Le graphique qui aurait dû être présenté ici ne peut pas être affiché car il utilise l'ancienne extension Graph, désactivée pour des questions de sécurité. Des indications pour créer un nouveau graphique avec la nouvelle extension Chart sont disponibles ici . |                               |                                         |                                          |                                          |  |
| Histogramme de la répartition des plus profondes cavités naturelles de l'Ain par classe de dénivelé -- Les 32 cavités citées juin 2023 sont réparties en 4 classes de dénivelé -- |                               |                                         |                                          |                                          |  |
| |                               |                                         |                                          |                                          |  |
| | classe I >= 500 m 1 cavité[s] | classe II >= 200 m et < 500 m 6 cavités | classe III >= 150 m et < 200 m 7 cavités | classe IV >= 100 m et < 150 m 18 cavités |  |

## Cavités de l'Ain (France) dont la dénivellation est supérieure ou égale à 500 mètres
1 cavité est recensée dans cette « classe I » au 31-12-2019.
| Réf. | Cavité (autres noms) | Commune | Massif ou zone | Coordonnées (WGS 84)        | Dénivelée (mètres) | Développe. (mètres) | Sources ou références | Mise à jour |
| ---- | -------------------- | ------- | -------------- | --------------------------- | ------------------ | ------------------- | --------------------- | ----------- |
| 1    | Gouffre de la Rasse  | Farges  | Pays de Gex    | 46° 09′ 55″ N, 5° 52′ 40″ E | +000690, m         | +2 100, m           | Spéléo magazine       | 2018-05     |

## Cavités de l'Ain (France) dont la dénivellation  est comprise entre 200 mètres et 499 mètres
6 cavités sont recensées dans cette « classe II » au 15-06-2023.
| Réf. | Cavité (autres noms)       | Commune                | Massif ou zone  | Coordonnées (WGS 84)        | Dénivelée (mètres) | Développe. (mètres) | Sources ou références                         | Mise à jour |
| ---- | -------------------------- | ---------------------- | --------------- | --------------------------- | ------------------ | ------------------- | --------------------------------------------- | ----------- |
| 2    | Grotte Moilda              | Lompnas                | Plaine de l'Ain | 45° 48′ 25″ N, 5° 32′ 33″ E | +000316, m         | +3 000, m           | Grottocenter, Y. Robin & Spéléo dossiers n°17 | 2018-05     |
| 3    | Réseau de la Falconnette   | Ordonnaz               | Plaine de l'Ain | 45° 50′ 24″ N, 5° 33′ 04″ E | +000312, m         | +22 000, m          | Grottocenter & Spelunca no 149                | 2018-05     |
| 4    | Lésine de la Calame        | Sergy                  | Pays de Gex     | 46° 16′ 38″ N, 5° 57′ 39″ E | +000306, m         | +0780, m            | Grottocenter & Pierre Valton                  | 2018-05     |
| 5    | Gouffre du Golet aux Loups | Lalleyriat             | Haut-Bugey      | 46° 07′ 52″ N, 5° 42′ 31″ E | +000280, m         | +1 181, m           | Grottocenter                                  | 2018-05     |
| 6    | Gouffre d'Angrières        | Saint-Rambert-en-Bugey | Monts du Bugey  | 45° 57′ 13″ N, 5° 24′ 47″ E | +000280, m         | +0730, m            | SC Villeurbanne & Spéleo dossiers n°41        | 2023-06     |
| 7    | Cornelle de la Bauche      | Hotonnes               | Haut-Bugey      | 46° 03′ 49″ N, 5° 43′ 29″ E | +000219, m         | +0751, m            | Grottocenter                                  | 2018-05     |

## Cavités de l'Ain (France) dont la dénivellation est comprise entre 150 mètres et 199 mètres
7 cavités sont recensées dans cette « classe III » au 15-06-2023.
| Réf. | Cavité (autres noms)          | Commune             | Massif ou zone  | Coordonnées (WGS 84)        | Dénivelée (mètres) | Développe. (mètres) | Sources ou références               | Mise à jour |
| ---- | ----------------------------- | ------------------- | --------------- | --------------------------- | ------------------ | ------------------- | ----------------------------------- | ----------- |
| 8    | Gouffre des Bargognons        | Crozet              | Pays de Gex     | 46° 17′ 19″ N, 5° 59′ 12″ E | +000186, m         | +0200, m            | Grottocenter & Pierre Valton        | 2018-05     |
| 9    | Gouffre de l'Empogne          | Anglefort           | Haut-Bugey      | 45° 54′ 57″ N, 5° 46′ 29″ E | +000183, m         | +0230, m            | Grottocenter                        | 2018-05     |
| 10   | Trou de la Bouche             | Arbent              | Haut-Bugey      | 46° 18′ 12″ N, 5° 40′ 28″ E | +000180, m         | +6 300, m           | Grottocenter                        | 2018-05     |
| 11   | Grotte de Préoux              | Ruffieu             | Bas-Bugey       | 46° 00′ 37″ N, 5° 40′ 07″ E | +000167, m         | +8 700, m           | Spéléo Magazine & Grottocenter      | 2024-09     |
| 12   | Gouffre du Biolet             | Lompnas             | Plaine de l'Ain | 45° 48′ 43″ N, 5° 31′ 31″ E | +000160, m         | +1 700, m           | Y. Robin & Spéleo dossiers n°39     | 2018-05     |
| 13   | Creux Mutin                   | Innimond            | Bas-Bugey       | 45° 48′ 34″ N, 5° 33′ 24″ E | +000160, m         | +5 325, m           | Grottocenter & Spéléo dossiers n°41 | 2018-12     |
| 14   | Cresse en Feu - Cresse du Fut | Serrières-de-Briord | Plaine de l'Ain | 45° 49′ 09″ N, 5° 27′ 32″ E | +000153, m         | +1 404, m           | Grottocenter & Y. Robin             | 2018-05     |

## Cavités de l'Ain (France) dont la dénivellation est comprise entre 100 mètres et 149 mètres
18 cavités sont recensées dans cette « classe IV » au 15-06-2023.
| Réf. | Cavité (autres noms)            | Commune              | Massif ou zone    | Coordonnées (WGS 84)        | Dénivelée (mètres) | Développe. (mètres) | Sources ou références                                                        | Mise à jour |
| ---- | ------------------------------- | -------------------- | ----------------- | --------------------------- | ------------------ | ------------------- | ---------------------------------------------------------------------------- | ----------- |
| 15   | Gouffre de la Perche            | Anglefort            | Haut-Bugey        | 45° 54′ 25″ N, 5° 46′ 18″ E | +000148, m         | +0350, m            | Grottocenter                                                                 | 2018-05     |
| 16   | Grotte du Crochet               | Torcieu              | Plaine de l'Ain   | 45° 54′ 51″ N, 5° 24′ 23″ E | +000142, m         | +8 125, m           | Grottocenter & Y. Robin                                                      | 2018-05     |
| 17   | Gouffre des Saumontains         | Crozet               | Pays de Gex       | 46° 18′ 39″ N, 5° 59′ 45″ E | +000138, m         | +0040, m            | Grottocenter & Spéléo dossiers n°13                                          | 2018-05     |
| 18   | Source du Perthuis              | Marchamp             | Plaine de l'Ain   | 45° 47′ 39″ N, 5° 32′ 39″ E | +000137, m         | +1 787, m           | Grottocenter & G.S Vulcain                                                   | 2021-11     |
| 19   | Grotte de la Serra              | Charix               | Haut-Bugey        | 46° 10′ 17″ N, 5° 41′ 44″ E | +000130, m         | +7 000, m           | Grottocenter                                                                 | 2018-05     |
| 20   | Grottes du Cerdon               | Labalme Cerdon       |                   | 46° 05′ 51″ N, 5° 28′ 48″ E | +000125, m         | +1 350, m           | Grottocenter                                                                 | 2017-11     |
| 21   | Gouffre Vincent                 | Dortan               | Haut-Bugey        | 46° 19′ 13″ N, 5° 38′ 28″ E | +000120, m         | +5 000, m           | Grottocenter                                                                 | 2017-11     |
| 22   | Gouffre Michel Gallice          | Injoux-Génissiat     |                   | 46° 02′ 40″ N, 5° 43′ 50″ E | +000120, m         | +0068, m            | Grottocenter                                                                 | 2017-11     |
| 23   | Faille du Grand Plat            | Hauteville-Lompnes   |                   | 45° 57′ 48″ N, 5° 32′ 04″ E | +000119, m         | +0300, m            | Grottocenter                                                                 | 2018-05     |
| 24   | Grotte de Courtouphle           | Matafelon-Granges    | Haut-Bugey        | 46° 15′ 41″ N, 5° 32′ 04″ E | +000114, m         | +1 400, m           | Grottocenter                                                                 | 2018-05     |
| 25   | Gouffre d'Antona                | Bohas-Meyriat-Rignat | Haut-Bugey        | 46° 07′ 17″ N, 5° 24′ 29″ E | +000111, m         | +0250, m            | Grottocenter                                                                 | 2018-05     |
| 26   | Gouffre de Sutrieu              | Sutrieu              | Bugey Sud         | 45° 56′ 24″ N, 5° 38′ 40″ E | +000110, m         | +0170, m            | Grottocenter, Spelunca no 149 & Spéléo dossiers n°41                         | 2018-05     |
| 27   | Perte de Socours                | Torcieu              | Plaine de l'Ain   | 45° 54′ 02″ N, 5° 24′ 44″ E | +000110, m         | +1 500, m           | Grottocenter                                                                 | 2018-05     |
| 28   | Grotte des Avalanches           | Champfromier         |                   | 46° 12′ 29″ N, 5° 47′ 55″ E | +000103, m         | +1 500, m           | Grottocenter & La Spéléologie sous la forêt de Champfromier et ses environs. | 2018-05     |
| 29   | Trou de l'Âne à Germain         | Hauteville-Lompnes   | Pays Bellegardien | 45° 57′ 09″ N, 5° 33′ 47″ E | +000100, m         | +0520, m            | Grottocenter                                                                 | 2018-05     |
| 30   | Gouffre du Petit Lapin Blanc    | Ambléon              | Bugey Sud         | 45° 45′ 23″ N, 5° 35′ 04″ E | +000100, m         | +0336, m            | Grottocenter & Spéléo dossiers n°36                                          | 2018-05     |
| 31   | Gouffre des Irmondiaux          | Lompnas              | Bas-Bugey         | 45° 48′ 03″ N, 5° 32′ 59″ E | +000100, m environ | +0150, m            | Grottocenter, Gazette des Tritons n°55 & Spelunca n°114                      | 2018-06     |
| 32   | Grotte-exsurgence de Sous Balme | Chézery-Forens       | Pays de Gex       | 46° 15′ 36″ N, 5° 53′ 59″ E | +000100, m         | +0110, m            | Grottocenter                                                                 | 2018-05     |